# Ulrich Rotpletz
Ulrich Rotpletz oder latinisiert Uodalricus Rotpletz war im 15. Jahrhundert mehrfach Rektor der Universität Freiburg.
Rotpletz stammte aus Villingen und erscheint am 27. April 1460, bei der Aufnahme des Unterrichts der Universität, erstmals in den Matrikeln auf. Am 8. Mai 1460 wird er als Priester der Diözese Konstanz bezeichnet. 1473 war er sacrorum canonicum (Doktor des Kirchenrechts) und Rektor der Universität. Zum zweiten Mal Rektor war er 1477/78, zum dritten Mal 1485/86 und zum vierten Mal im Jahr 1488. Im Jahr 1482 wurde er Vikar auf den Pfründen in Ehingen an der Donau. 1495 vermachte er seine Bibliothek der Freiburger Artistenfakultät.